# Cathedral of Saint Eugene
Die Cathedral of Saint Eugene (englisch: St.-Eugen-Kathedrale) in Santa Rosa ist die Kathedrale des katholischen Bistums Santa Rosa, in Kalifornien, Vereinigte Staaten von Amerika.

## Geschichte
Die erste katholische Misson wurde von den Spanien Anfang der 1800er Jahre an der Stelle der jetzigen Kathedrale gegründet. Die erste Kirche wurde 1829 gebaut. 1868 wurde die Stadt Santa Rosa gegründet. 
Die Pfarrei St. Eugene am östlichen Stadtrand von Santa Rosa wurde am 1. Juli 1950 durch den Erzbischof von San Francisco John Mitty gegründet. Die Kirche wurde am 25. November 1951 geweiht. Am 20. Februar 1962 wurde das Bistum Santa Rosa durch Abtrennung von Gebieten des Erzbistums San Francisco gegründet und die Kirche wurde dessen Kathedrale.